# Клинокардиум Нуталла
Клинокардиум Нуталла (лат. Clinocardium nuttallii) — вид морских двустворчатых моллюсков из семейства сердцевидок (Cardiidae). Единственный вид рода Clinocardium.
Максимальная длина раковины взрослой особи 14 см. Максимальный зарегистрированный возраст 18 лет. Обитают в Арктике, 
на северо-западе и в восточной часть Тихого океана от Калифорнии (Сан-Диего), Аляски, Чукотского моря и Алеутских островов до Камчатки и северной Японии (Хоккайдо). От субтропических до бореальных вод. Бентосное животное, встречается на глубине от 0 до 200 м. Безвреден для человека и является объектом промысла. Охранный статус вида не оценивался.